# Palolampi
Palolampi är en sjö i Finland. Den ligger i kommunen Rovaniemi i landskapet Lappland, i den norra delen av landet, 700 km norr om huvudstaden Helsingfors. Palolampi ligger 162,8 meter över havet. Arean är 21,5 hektar och strandlinjen är 2,39 kilometer lång. Sjön  ingår i Kemi älvs huvudavrinningsområde. 